# Имантау (озеро)
Иманта́у (каз. Имантау) — озеро в бассейне реки Ишим в Айыртауском районе Северо-Казахстанской области Казахстана. Вытянуто с северо-запада на юго-восток. Длина — 13,1 км, ширина — 4,8 км. Средняя глубина — 5,7 м, максимальная — более 10 м. Площадь водосбора — 483 км². Юго-западный берег высокий, крутой, к озеру вплотную примыкает гора Имантау, остальные — пологие. Северо-западная часть озера отделена мысом. В южной части озера расположен каменистый остров. На побережье — тростник и камыш, осиновые и берёзовые леса. Состав воды гидрокарбонатный, минерализация — 0,78—0,84 г/л. Из озера вытекает река Иманбурлык. Водятся чебак, язь, окунь, щука, зеркальный карп, карась. На юго-восточном берегу озера расположено село Имантау.
В юго-востоке озеро есть остров исконным именем Тасарал, что в переводе означает каменный остров. Также в народе остров называют Змеиный (так как на острове водятся змеи) и Казачий (после переселения в Имантау казаков в XIX веке).

## Этимология
Объяснение иман от ар. «молитва» неприемлемо и недоказуемо, тем более в сочетании с кара, тай, тау и т. д. Вызывает интерес возможность связи между именами этого типа, например тунгус. Имангдра или Имангра в Восточной Сибири, приведенными Г. М. Василевичем с предложенной им этимологией из эвенк, «снежная река» (см. Изв. ВГО, т. 90, выл. 4, 1958, с. 325): иман «снег» (корень) и гдра — формант, образующий гидронимы (реки, озера). По аналогии с тюрко-ир. симбиозом Сырдарья тюрко-тунгус. «снежная гора» (Имантау) кажется вполне допустимым, и его можно считать типичным для многих случаев топонимообразований у казахов.